# Martin Coleman Jr.
Martin Coleman, Jr. (n. Ballinhassig, County Cork, 15 de febrero de 1987) es un deportista irlandés de hurling, e hijo de Martin Coleman, quien también practicó profesionalmente dicho deporte. Actualmente se desempeña como hurler en la posición de guardameta en el club local Ballinhassig GAA (del que ha sido capitán del equipo), mientras que su debut lo realizó en el equipo senior inter-condados Cork GAA el año 2008. 